# Ransäter
Ransäter este o localitate situată în partea sud-vestică a Suediei, în comitatul Värmland, pe cursul mediu al râului Klarälven.
Din punct de vedere administrativ aparține atât comunei Munkfors cât și comunei Forshaga (partea de est a localității situată la est de fosta cale ferată, astăzi transformată în pistă de biciclete).
Biserica din localitate a fost construită din lemn în anul 1986, după ce un incendiu izbucnit pe data de 6 decembrie 1983 a mistuit clădirea originală ridicată în 1672.

## Personalități
În localitate s-a născut în pe data de 12 ianuarie 1783, Erik Gustaf Geijer, poet, filosof, istoric și compozitor. Ransäter este de asemena locul de baștină a lui Tage Erlander, prim-ministru al Suediei în perioada 1946-1969, născut în localitate pe data de 13 iunie 1901.

## Obiective turistice
- Ransäters bruksherrgård, cunoscut și sub denumirea de Geijersgården, domeniul pe care s-a născut Erik Gustaf Geijer, cu clădirea conacului, astăzi muzeu memorial.
- Erlandergården, muzeu memorial dedicat personalității lui Tage Erlander, inaugurat în anul 1987
- Muzeu local al satului (în suedeză Ransäters hembygdsgård), ce cuprinde case tradiționale din zonă, colecție de obiecte legate de istoria zonei